# Jitka Čvančarová
Jitka Čadek Čvančarová (ur. 23 marca 1978 w Mielniku) – czeska aktorka, piosenkarka i modelka.

## Życiorys
W 2000 roku ukończyła JAMU w Brnie. W latach 2000–2008 należała do zespołu artystycznego Teatru Miejskiego w Brnie.

## Filmografia

### Filmy
- 2002: O księżniczce ze złotym łukiem (O princezne se zlatým lukem, TV) jako Stepána
- 2007: Bestiariusz (Bestiář) jako Sabina
- 2008: Wesele na polu bitwy (Svatba na bitevním poli) jako gospodyni Jarunka
- 2008: Kto by się bał wilka (Kdopak by se vlka bál) jako mama
- 2011: Mężczyźni w nadziei (Muži v naději) jako przewodniczka
- 2012: Budzę się wczoraj (Probudím se včera) jako Marie
- 2013: Śnieżny smok (Snezný drak, TV) jako królowa Vilma
- 2014: Dedictví aneb Kurvaseneríká jako Rovnerová
- 2014: Trzej bracia (Tri bratri) jako matka Czerwonego Kapturka
- 2014: Mąż na godziny (Hodinový manžel) jako Kristýna
- 2016: Obiecana księżniczka (Slíbená princezna, TV) jako Królowa Wyspy
- 2017: Trzecie życzenie (Přání k mání) jako mama Alberta
- 2019: Malowany ptak (Nabarvené ptáče) jako Ludmila

### Seriale TV
- 2004: Czarni baronowie (Černí baroni) jako Marcela
- 2005: 3+1 s Miroslavem Donutilem jako Sona
- 2007: Klinika życia (Ordinace v růžové zahradě) jako Hanička
- 2010: Doskonały świat (Dokonalý svět) jako Michelle Pavlíková, dyrektor ds. mody
- 2010: StarDance ...když hvězdy tančí
- 2010–2011: Cukiernia (Cukrárna) jako Vanilková / mgr Květa Sýkorová
- 2014: Życie i czasy sędziego A. K. (Život a doba soudce A. K.) jako psycholożka Iva Seidlová
- 2014–2018: Aż po uszy (Až po uši) jako Zuzana
- 2015: Miejsce zbrodni Pilzno (Místo zlocinu Plzen) jako Martina Janácková
- 2015: Vinari jako Jana Hamplová
- 2015–2016: Doktor Martin jako Lída Klasnová
- 2018: Vesnican jako Ruzena
- 2018: Labirynt (Labyrint) jako uzdrowicielka Simona
- 2019: Most! jako Ilona, była żona Ludka Říha
- 2019: Czarne wdowy (Cerné vdovy) jako Johana Rychnovská

### Dubbing
- 2004: 24 godziny jako Carrie Turnerová (głos)
- 2011: Smerfy jako Odile (głos)